# Máquina de mano
Las máquinas de mano, máquinas manuales o máquinas portátiles son máquinas que permiten mecanizar el trabajo de las herramientas manuales tradicionales. Las máquinas de mano están equipadas con un mecanismo de accionamiento que sustituye o complementa la fuerza humana que era la única empleada en las herramientas de mano clásicas. En el siglo XX, las máquinas de mano empezaron a equiparse con motores eléctricos, lo que aumentó su facilidad de uso. Aparte de éstas, también las hay disponibles con accionamientos neumáticos o accionadas con motor de combustión. Las máquinas de mano pueden producir grandes cantidades de partículas, incluyendo las partículas ultrafinas, partículas en suspensión en el aire que son un carcinógeno del grupo 1.

## Máquina de mano vs. máquina herramienta
La máquina de mano está estrechamente relacionada con la máquina-herramienta por el tipo de trabajo que permiten realizar ambos tipos. La diferencia esencial es que una máquina-herramienta es fija, y está montada sobre un bastidor fijo o sobre una mesa, mientras que una máquina de mano es portátil y se puede transportar de un sitio a otro de manera fácil, con las manos. En la práctica, ambos conceptos a veces se superponen ya que algunas máquinas de mano se pueden montar sobre un soporte fijo como en el caso del soporte de taladro .

## Tipo de máquinas de mano

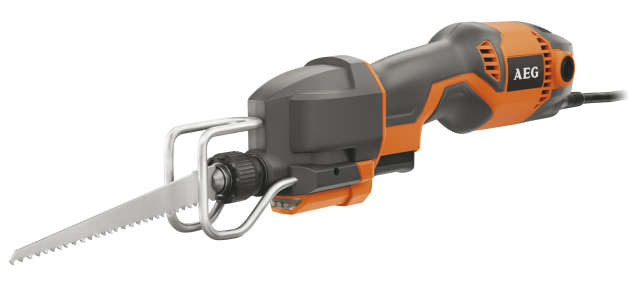
Sierra recíproca

- Sierra circular

- Taladro sin cable
- Radial sin cable
- Paquete de baterías

- Llave dinamométrica
- Compresor de aire

- Dremel

- Herramienta accionada por pólvora
- Herramienta oscilante
- Herramienta neumática
- Afiladora
- Afiladora angular
- Amoladora neumática

- Lijadora
- Lijadora de banda
- Lijadora orbital

- Grapadora térmica

- Martillo mecánico
- Motosierra
- Multiherramienta rotativa

- Pistola de aire caliente
- Pistola de clavos

- Remachadora

- Sierra de sable
- Soporte de taladro

- Cortador de cerámica
- Taladro
- Taladro de mano
- Taladro de percusión
- Turbina dental

## Impacto en la salud
Aunque las herramientas eléctricas manuales son útiles, también producen grandes cantidades de ruido, vibraciones  y partículas, incluidas las partículas ultrafinas. Las partículas en suspensión en el aire son un carcinógeno del grupo 1.  atmosférica  ya que pueden penetrar profundamente en los pulmones y en el cerebro desde el torrente sanguíneo, causando problemas de salud como enfermedades del corazón, enfermedades pulmonares y muerte prematura .  No hay ningún nivel seguro de partículas. cáncer de pulmón en Europa".  En todo el mundo, la exposición a PM 2.5 contribuyó al 4,1 millones de muertes por enfermedades cardíacas, accidentes cerebrovasculares, cáncer de pulmón, enfermedades pulmonares crónicas e infecciones respiratorias en 2016.  En general, las partes de prematura a  .
Existen algunos estándares industriales sobre el tamaño y la cantidad de polvo emitido por las herramientas eléctricas,   aunque parece que no son ampliamente conocidos ni utilizados a nivel mundial. Sabiendo que el polvo se genera durante todo el proceso de construcción y que puede causar graves riesgos para la salud,  los fabricantes ahora comercializan herramientas eléctricas equipadas con colectores de polvo (por ejemplo, aspiradoras HEPA ) o sistemas integrados de suministro de agua que extraen el polvo después de la emisión.   Sin embargo, el uso de estos productos aún no es habitual en la mayoría de sitios. A partir del primer trimestre de 2024, las herramientas de gasolina están prohibidas en California. 
El uso de herramientas eléctricas sin protección auditiva durante un período prolongado de tiempo puede poner a una persona en riesgo de pérdida auditiva. El Instituto Nacional de Seguridad y Salud Laboral de Estados Unidos (NIOSH) ha recomendado que las personas no estén expuestas a ruidos iguales o superiores a 85 dB, con fines de prevención de la pérdida auditiva.  La mayoría de herramientas eléctricas, incluyendo taladros, sierras circulares, pulidoras de banda y motosierras, funcionan a niveles de ruido superiores a los 85 límite de dB, algunos incluso superan los 100 dB.  El NIOSH recomienda firmemente llevar protección auditiva mientras se utilizan este tipo de herramientas eléctricas. 

## Fabricantes
| Marca              | Propietario | Sede central | Gama de herramientas |
| ------------------ | --- | ------------ | -------------------- |
| AEG Electric Tools | Techtronic Industries (TTI) adquirió la marca AEG Electric Tools en 2004 y obteniendo la licencia del nombre de la marca de Electrolux, el propietario de AEG. | China        | Gama completa        |
| Einhell            | Einhell Germany AG, Landau an der Isar | Alemania     | Gama completa        |
| Parkside           | Lidl Stiftung & Co. KG | Alemania     | Gama completa        |
| Acero inoxidable   | Stahlwerk Schweissgeräte GmbH | Alemania     |                      |
| Worx               | Corporación de herramientas Positec | China        | Gama completa        |
| Würth              | Grupo Würth | Alemania     | Gama completa        |

## Galería

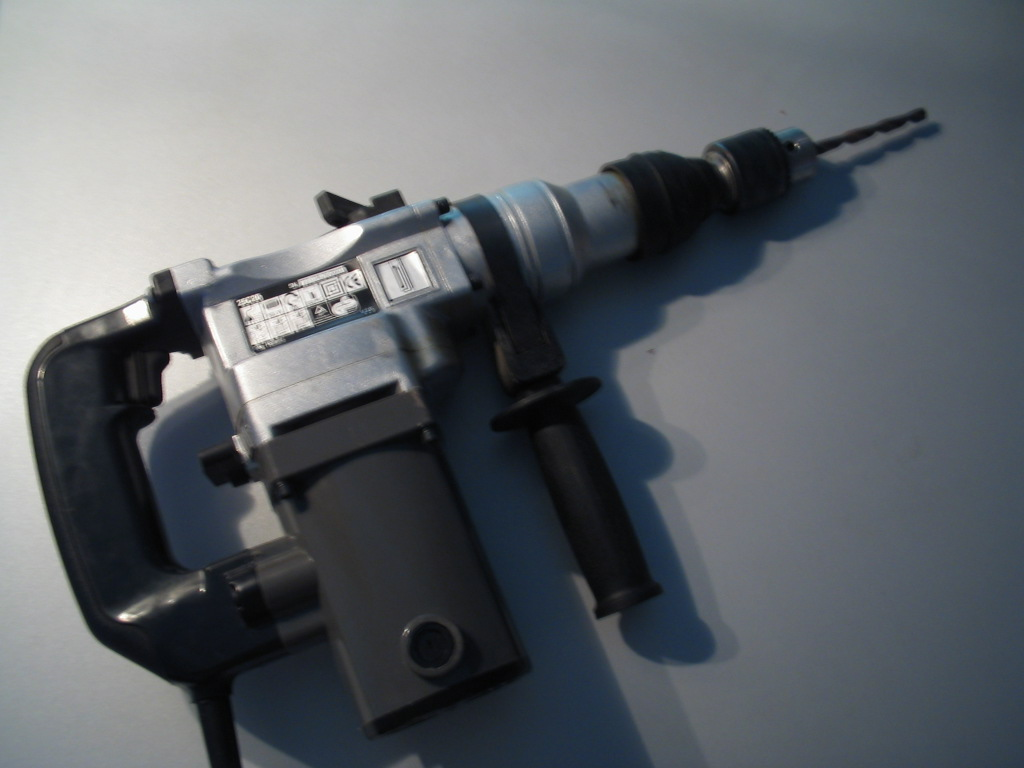
Martillo perforador
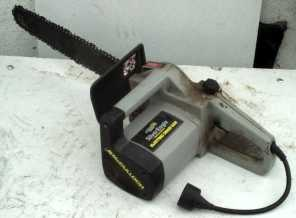
Motosierra
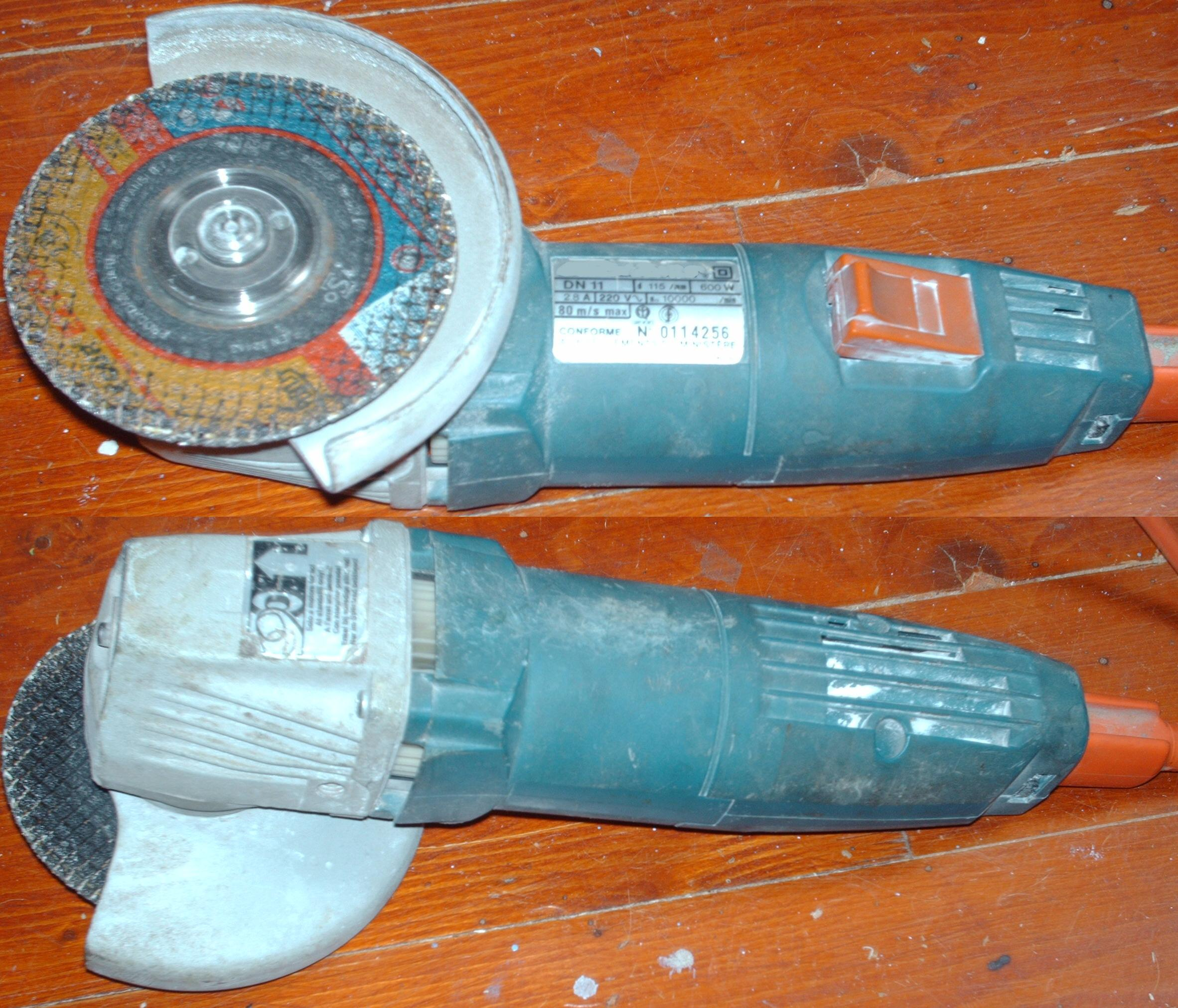
Afiladora angular
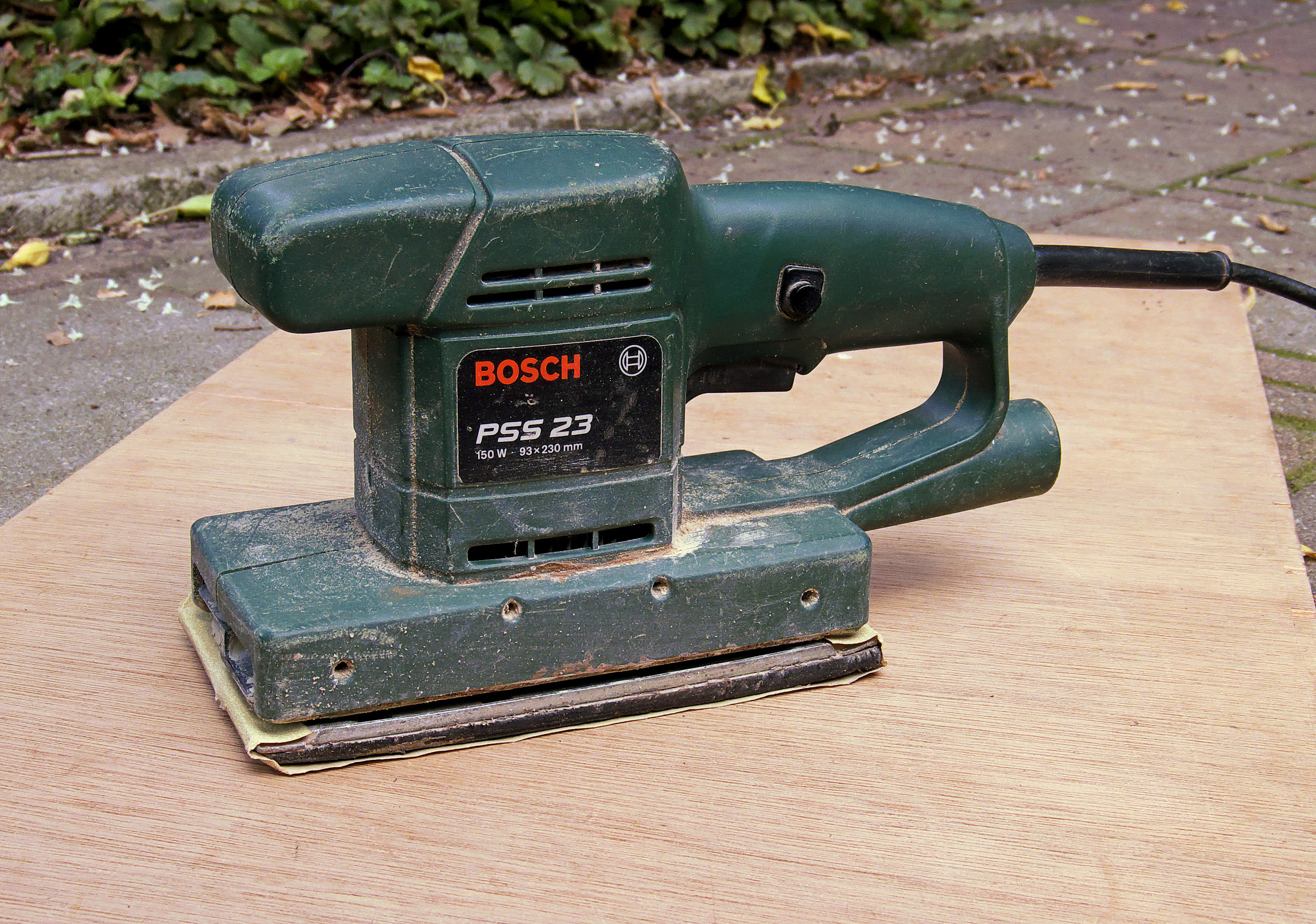
Lijadora orbital